# Engyprosopon osculus
Engyprosopon osculus är en fiskart som först beskrevs av Amaoka och Arai, 1998.  Engyprosopon osculus ingår i släktet Engyprosopon och familjen tungevarsfiskar. Inga underarter finns listade i Catalogue of Life.